# 赛勒斯·万斯
赛勒斯·罗伯茨·万斯（1917年3月27日—2002年1月12日），美国政治家、外交家，曾任陆军部长、国防部副部长等职务，第57任国务卿。

## 生平经历
万斯1917年3月27日出生于西弗吉尼亚州克拉克斯堡，1939年获得耶鲁大学文学学士学位，1942年获得法学学士。1947年后，万斯在纽约担任律师工作。1957年，万斯在时任参议员林登·约翰逊的举荐下进入美国参议院军事委员会工作，协助起草了《国家航空暨太空法案》，并参与了美国国家航天局的成立。1961年1月29日至1962年6月30日，万斯任美国国防部法律总顾问，后担任陆军部长，1964年任国防部副部长。1967年后，万斯多次出任总统特使，协助处理国际争端。
1977年，万斯出任美国国务卿，任内并与中华人民共和国建交，并促成了戴维营协议的签订。1980年，万斯辞去国务卿职务，回到纽约重新从事律师行业。退休后，万斯还曾被联合国委任调解前南斯拉夫问题和马其顿事务。2002年1月12日，万斯在纽约病逝。
他获頒马歇尔大学（1963年）、三一學院（1966年）、耶鲁大学（1968年）、西維吉尼亞大學（1969年）、布蘭戴斯大學（1971年）的榮譽博士。

## 備註
1. ↑  中華人民共和國官方譯名為万斯；中華民國官方譯名為范錫[1]